# جانجا لولا دا سيلفا
روزانجيلا لولا دا سيلفا (من مواليد 27 أغسطس 1966) هي عالمة اجتماع برازيلية والسيدة الأولى للبرازيل بصفتها زوجة الرئيس لويس إيناسيو لولا دا سيلفا .     

## سيرة شخصية
ولدت روزانجيلا في 27 أغسطس 1966 في أونياو دا فيتوريا بولاية بارانا .  انتقلت إلى كوريتيبا خلال طفولتها.  انضم سيلفا إلى حزب العمال عام 1983.  في عام 1990 ، التحقت بدراسات العلوم الاجتماعية في جامعة بارانا الفيدرالية وتخصصت في التاريخ في نفس المؤسسة. تم تعيين Janja من قبل Iتايبو ثنائي الجنسية في 1 يناير 2005 ؛ في ذلك الوقت ، لم تكن هناك امتحانات للخدمة المدنية ، وتم تعيينها من خلال تحليل المناهج والمقابلة. في محطة الطاقة الكهرومائية ، كانت مساعدة المدير العام ومنسقة البرامج المدعومة للتنمية المستدامة. بين عامي 2012 و 2016 ، عمل روزانجيلا مستشارًا للاتصالات والشؤون المؤسسية في Eletrobras في ريو دي جانيرو . في عام 2016 ، عادت إلى إيتايبو. غادرت جانجا الشركة رسميًا في 1 يناير 2020. 
بدأت جانجا ولويز إيناسيو لولا دا سيلفا المواعدة في عام 2018 ، وكثيراً ما كانت تزوره عندما تم القبض عليه في مقر الشرطة الفيدرالية في كوريتيبا. عندما تم إطلاق سراح لولا في 8 نوفمبر 2019 ، أعلنا خطوبتهما.  تزوجا رسميًا في 18 مايو 2022 في ساو باولو من قبل الأسقف الكاثوليكي أنجليكو سانديلو برناردينو .  